# Jin Yang
Jin Yang (Harbin, Heilongjiang; 16 de mayo de 1994) es un patinador artístico sobre hielo chino subcampeón en la Final del Grand Prix de 2018-19 en parejas, junto a Peng Cheng; fueron superados únicamente por la pareja francesa formada por Vanessa James y Morgan Ciprès.
Jin Yang ganó la medalla de bronce en el Campeonato de los Cuatro Continentes de Patinaje Artístico sobre Hielo de 2019 de nuevo junto a Peng.

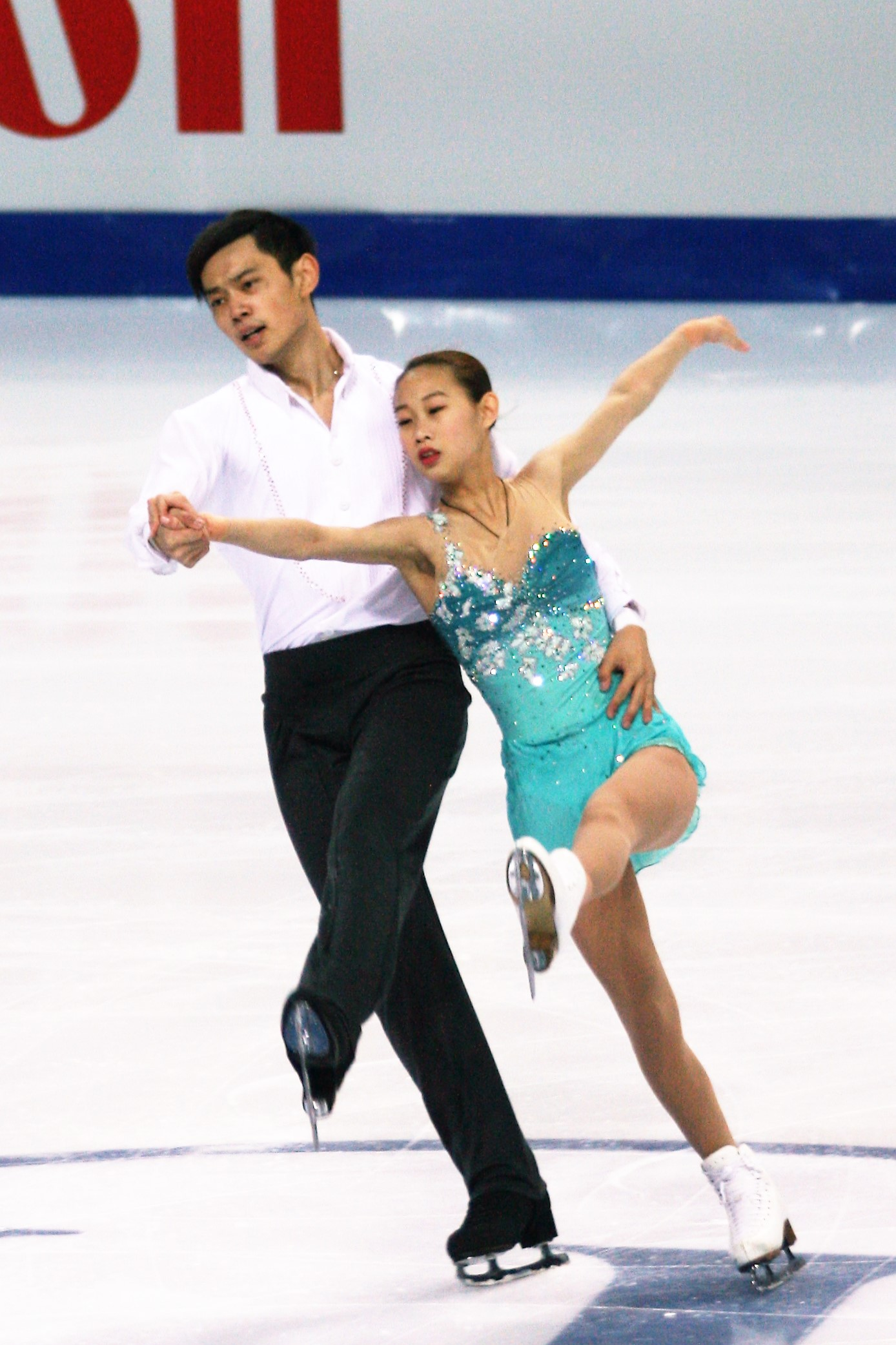
Peng y Yang en 2016